# Il'ja Averbuch
Il'ja Izjaslavič Averbuch (in russo Илья Изяславович Авербух?; Mosca, 18 dicembre 1973) è un ex danzatore su ghiaccio russo.

## Palmarès
Con Irina Lobačëva
| Risultati | Risultati     | Risultati     | Risultati     | Risultati     | Risultati     | Risultati     | Risultati     | Risultati     | Risultati     | Risultati     |
| International | International | International | International | International | International | International | International | International | International | International |
| Evento | 1993–94       | 1994–95       | 1995–96       | 1996–97       | 1997–98       | 1998–99       | 1999–00       | 2000–01       | 2001–02       | 2002–03       |
| --- | ------------- | ------------- | ------------- | ------------- | ------------- | ------------- | ------------- | ------------- | ------------- | ------------- |
| Giochi olimpici invernali                                                                                             |               |               |               |               | 5°            |               |               |               | 2°            |               |
| Campionati mondiali                                                                                                   | 13°           | 15°           | 6°            | 7°            | 4°            | 4°            | 4°            | 3°            | 1°            | 2°            |
| Campionati europei |               | 9°            | 5°            | 5°            | 4°            | 3°            | 4°            | 3°            | 3°            | 1°            |
| GP Finale |               |               |               | 5°            | 4°            | 3°            | 4°            | 2°            |               | 1°            |
| GP Cup of Russia |               |               | 2°            | 2°            | 2°            |               |               | 2°            |               | 1°            |
| GP Int. Paris/Lalique                                                                                                 | 1°            |               |               |               |               |               |               | 2°            |               |               |
| GP Nations Cup |               |               | 3°            | 4°            |               |               |               |               |               |               |
| GP NHK Trophy |               | 8°            |               |               |               | 2°            | 2°            |               |               | 1°            |
| GP Skate America |               |               | 2°            | 2°            |               | 2°            | 2°            |               |               |               |
| GP Skate Canada |               |               | 4°            |               | 3°            |               |               |               |               |               |
| Goodwill Games | 2°            |               |               |               | 2°            |               |               |               |               |               |
| Universiadi |               | 1°            |               |               |               |               |               |               |               |               |
| Nazionali |               |               |               |               |               |               |               |               |               |               |
| Campionati russi | 2°            | 3°            | 3°            | 1°            | 2°            | 2°            | 1°            | 1°            | 1°            |               |
| GP = Gara compresa nel circuito Champions Series dalla stagione 1995–96, rinominato Grand Prix dalla stagione 1998-99 |               |               |               |               |               |               |               |               |               |               |

Con Marina Anisina
| Internazionali             | Internazionali | Internazionali | Internazionali |
| Evento                     | 1989–90        | 1990–91        | 1991–92        |
| -------------------------- | -------------- | -------------- | -------------- |
| Campionati mondiali junior | 1°             | 4°             | 1°             |